# العلاقات الإسواتينية البلغارية
العلاقات الإسواتينية البلغارية هي العلاقات الثنائية التي تجمع بين إسواتيني وبلغاريا.

## مقارنة بين البلدين
هذه مقارنة عامة ومرجعية للدولتين:
| وجه المقارنة                                              | إسواتيني                                   | بلغاريا                                                                             |
| --------------------------------------------------------- | ------------------------------------------ | ----------------------------------------------------------------------------------- |
| المساحة (كم2)                                             | 17.36 ألف                                  | 110.99 ألف                                                                          |
| عدد السكان (نسمة)                                         | 1.37 مليون                                 | 7.08 مليون                                                                          |
| الكثافة السكانية (ن./كم²)                                 | 78.92                                      | 63.79                                                                               |
| العاصمة                                                   | لوبامبا، مبابان                            | صوفيا                                                                               |
| اللغة الرسمية                                             | لغة إنجليزية، لغة سوازي                    | اللغة البلغارية                                                                     |
| العملة                                                    | ليلانغيني سوازيلندي                        | ليف بلغاري                                                                          |
| الناتج المحلي الإجمالي (بليون دولار)                      | 4.41 مليار                                 | 56.83 مليار                                                                         |
| الناتج المحلي الإجمالي (تعادل القوة الشرائية) بليون دولار | 11.13 مليار                                | 130.99 مليار                                                                        |
| الناتج المحلي الإجمالي الاسمي للفرد دولار أمريكي          | 3.20 ألف                                   | 8.03 ألف                                                                            |
| الناتج المحلي الإجمالي للفرد دولار أمريكي                 | 8.29 ألف                                   | 17.21 ألف                                                                           |
| مؤشر التنمية البشرية                                      | 0.531                                      | 0.782                                                                               |
| رمز المكالمات الدولي                                      | +268                                       | +359                                                                                |
| رمز الإنترنت                                              | .sz                                        | .bg، .бг ‏                                                                           |
| المنطقة الزمنية                                           | التوقيت القياسي لجنوب أفريقيا، ت ع م+02:00 | ت ع م+02:00، ت ع م+03:00، أوروبا/صوفيا ‏، توقيت شرق أوروبا، توقيت شرق أوروبا الصيفي ‏ |

## منظمات دولية مشتركة
يشترك البلدان في عضوية مجموعة من المنظمات الدولية، منها:
| علم المنظمة | اسم المنظمة                               | تاريخ انضمام إسواتيني | تاريخ انضمام بلغاريا |
| ----------- | ----------------------------------------- | --------------------- | -------------------- |
|             | يونسكو                                    | 25 يناير 1978         | 17 مايو 1956         |
|             | وكالة ضمان الاستثمار متعدد الأطراف        | 18 أبريل 1990         | 23 سبتمبر 1992       |
|             | الأمم المتحدة                             | 24 سبتمبر 1968        | 14 ديسمبر 1955       |
|             | الاتحاد البريدي العالمي                   | ?                     | ?                    |
|             | البنك الدولي للإنشاء والتعمير             | 22 سبتمبر 1969        | 25 سبتمبر 1990       |
|             | الاتحاد الدولي للاتصالات                  | 11 نوفمبر 1970        | 18 سبتمبر 1880       |
|             | منظمة حظر الأسلحة الكيميائية              | ?                     | ?                    |
|             | مؤسسة التمويل الدولية                     | 22 سبتمبر 1969        | 22 يوليو 1991        |
|             | المركز الدولي لتسوية المنازعات الاستشارية | 14 يوليو 1971         | 13 مايو 2001         |
|             | منظمة التجارة العالمية                    | ?                     | 1 ديسمبر 1996        |
|             | منظمة الشرطة الجنائية الدولية             | ?                     | ?                    |

## وصلات خارجية
- موقع وزارة الخارجية البلغارية